# 동로마-오스만 전쟁
동로마-오스만 전쟁(튀르키예어: Bizans-Osmanlı savaşları, 그리스어: Βυζαντινο-Οθωμανικοί Πόλεμοι)은 오스만 제국과 동로마 제국 간에 벌어진 일련의 군사적 충돌을 말한다.
1204년, 동로마 제국의 수도 콘스탄티노플이 제4차 십자군에게 점령되어 약탈당하는 사건은 동서교회 분열의 중요한 순간이었다. 실정으로 이미 약체화된 동로마 제국은 분열되어 혼란에 빠졌다. 이 때를 틈타 셀주크 룸 술탄국은, 니케아 제국이 로마의 통치 아래에 아직 남아 있는 영토에서 셀주크 투르크를 몰아낼 때까지, 소아시아 서부를 장악하기 시작했다. 마침내 1261년, 니케아 제국은 라틴 제국에게서 콘스탄티노플을 되찾는다. 그러나 에페이로스 전제공국, 세르비아 그리고 불가리아 제2제국이라는 경쟁국들의 존재로, 동로마 제국의 유럽에서의 입지는 여전히 불확실했다. 이는 룸 술탄국의 쇠약해진 세력에 호응하여, 동로마 제국이 트라키아에 대한 지배를 유지하기 위해 소아시아에서 병력을 철수시키는 것으로 이어진다.
룸 술탄국의 약화는 가지로 알려진 귀족들이 동로마 제국을 훼손하면서 영지를 세우기 시작함으로서, 제국에 장기적인 이익을 가져 오지 못했다. 많은 투르크 베이들이 동로마 제국과 셀주크 왕조의 영토를 정복하는데 참여한 사이, 오스만 1세의 지배하에 있던 영토들은 니케아와 콘스탄티노폴리스에 큰 위협이 되었다. 오스만 베이국이 성립된 지 90년 만에 동로마 제국은 아나톨리아 영토를 모두 잃었고, 1380년까지 동로마 제국의 트라케도 오스만 제국에 빼앗겼다. 1400년까지 한 때 강력한 동로마 제국은 모레아 전제공국과 적은 에게해 제도, 트라케에 있는 수도 바로 근방에 있는 영토에 불과했다. 1396년 니코폴리스 십자군, 1402년 티무르의 침공, 1444년 바르나의 마지막 십자군은 1453년 마침내 함락될 때까지 폐허가 된 콘스탄티노폴리스가 패배를 피할 수 있도록 해주었다. 전쟁의 종결과 함께, 동부 지중해에 오스만 제국의 패권이 확립되었다.

## 같이 보기
- 오스만 해군

## 참고 자료
- Bartusis, Mark C. (1997), 《The Late Byzantine Army: Arms and Society 1204–1453》, University of Pennsylvania Press, ISBN 0-8122-1620-2
- R.G. Grant, Battle: A Visual Journey Through 5,000 Years of Combat, Dorling Kindersley Publishers Ltd, 2005.
- Philip Sherrard, Great Ages of Man: Byzantium, Time-Life Books
- Madden, Thomas F. Crusades: the Illustrated History. 1st ed. Ann Arbor: University of Michigan P, 2005
- Parker, Geoffrey. Compact History of the World. 4th ed. London: Times Books, 2005
- Laiou, Angeliki E. (1972), 《Constantinople and the Latins: The Foreign Policy of Andronicus II, 1282–1328》, Harvard University Press, ISBN 978-0-674-16535-9
- Mango, Cyril. The Oxford History of Byzantium. 1st ed. New York: Oxford UP, 2002
- Nicol, Donald MacGillivray (1993), 《The Last Centuries of Byzantium, 1261–1453》, Cambridge University Press, ISBN 978-0-521-43991-6
- Treadgold, Warren T. (1997), 《A History of the Byzantine State and Society》, Stanford University Press, ISBN 0-8047-2630-2
- Vryonis, Speros S. (1971). 《The decline of medieval Hellenism in Asia Minor: And the process of Islamization from the eleventh through the fifteenth century》. University of California Press. ISBN 978-0-520-01597-5.